# Константиновка (Костанайський район)
Константи́новка (каз. Константинов) — село у складі Костанайського району Костанайської області Казахстану. Входить до складу Садчиковського сільського округу.
Населення — 717 осіб (2021; 1023 у 2009, 772 у 1999, 834 у 1989).